# Капсюль-детонатор № 8
Капсюль-детонатор № 8 — семейство советских лучевых капсюлей-детонаторов, предназначенных для инициирования широкого спектра бризантных взрывчатых веществ (подрывных шашек, детонирующих шнуров, зарядов ВВ и т.д.). Представляют из себя цилиндрическую гильзу, запаянную с одного конца и открытую с другого, внутрь которой запрессована чашечка с инициирующим зарядом и начинка из тетрила, тэна или гексогена массой 1 г. В чашечке на открытом конце гильзы предусмотрено отверстие, прикрытое шёлковой сеточкой, которая предохраняет инициирующую взрывчатку от высыпания. Закрытый конец гильзы имеет вогнутое дно, которое работает как кумулятивная воронка, что обеспечивает высокую надёжность детонации основного заряда.
Подрыв капсюля-детонатора может быть инициирован пламенем капсюля-воспламенителя (в запалах инженерных мин), огневым взрыванием (пучком искр огнепроводного шнура), электроподрывом (через электровоспламенитель), подрывом на расстоянии от детонации (действием ударной волны), взрывом детонирующего шнура и т.д.

## Техническая спецификация
Все капсюли-детонаторы семейства требуют крайней осторожности при обращении ввиду особой чувствительности к незначительным внешним воздействиям; они могут быть инициированы от подогрева, трения по инициирующему заряду, удара, искры, а также — от деформации гильзы. Правила техники безопасности предписывают хранить их в сухих местах, оберегать от влаги, ударов и небрежного обращения. Перевозка и хранение капсюлей-детонаторов осуществляется в вертикальном положении дульцем вверх в металлических или картонных коробках по 100 шт. Запрещается переносить их в карманах одежды; к местам проведения взрывных работ доставка осуществляется либо в заводской упаковке, либо в специальных пеналах отдельно от взрывчатых веществ.
Тактико-технические характеристики:
| Характеристика                  | Её значение |
| ------------------------------- | ----------- |
| Длина гильзы                    | 47-51 мм    |
| Наружный диаметр гильзы         | 6,8—7,5 мм  |
| Внутренний диаметр гильзы       | 6,3—6,5 мм  |
| Расстояние от чашечки до дульца | 17-23 мм    |

## Варианты
Номенклатура капсюлей-воспламенителей:
- капсюль-детонатор № 8А — с алюминиевой гильзой и инициирующим зарядом в виде 0,2 г азида свинца и 0,1 г ТНРСа в алюминиевой чашечке,
- капсюль-детонатор № 8Б — с бумажной гильзой для использования в сухих местах и инициирующим зарядом в виде 0,5 г гремучей ртути в медной или латунной чашечке,
- капсюль-детонатор № 8М — с медной гильзой и инициирующим зарядом в виде 0,5 г гремучей ртути в медной или латунной чашечке,
- капсюль-детонатор № 8С — со стальной гильзой и инициирующим зарядом в виде 0,5 г гремучей ртути в медной или латунной чашечке.